# Szymon Kita
Szymon Kita (ur. 29 października 1916 w Zapustach, zm. 20  września 1980 w Zielonej Górze) – starszy sierżant pilot Wojska Polskiego, uczestnik bitwy o Anglię.

## Życiorys
Syn Władysława i Zuzanny z domu Kozik. Ukończył szkołę powszechną a następnie pięcioklasowe gimnazjum im. Ignacego Kraszewskiego w Białej Podlaskiej. Z braku środków finansowych nie mógł kontynuować nauki i w listopadzie 1934 roku zgłosił się jako ochotnik do odbycia służby wojskowej. Otrzymał przydział do 84 pułku Strzelców Poleskich w Pińsku. W 1936 roku, na własną prośbę, został przeniesiony do lotnictwa. W sierpniu odbył szkolenie w Wojskowym Obozie Szybowcowym w Ustjanowej, od jesieni do lata 1937 roku służył w 5 pułku lotniczym w Lidzie, gdzie odbył szkolenie w zakresie pilotażu.
W kwietniu 1938 roku objął funkcję instruktora pilotażu w eskadrze treningowej 5 pl. Udało mu się znaleźć czas na kontynuowanie nauki, w maju 1939 roku zdał egzamin maturalny.
W czasie kampanii wrześniowej latał jako pilot pierwszego plutonu 56 eskadry towarzyszącej. 1 września, w załodze z por. obs. Edmundem Sienkiewiczem, wykonał pierwszy lot bojowy eskadry na rozpoznanie skutków niemieckiego bombardowania lotnisk w Krośnie i Moderówce oraz odnalezienie dwóch zestrzelonych niemieckich samolotów Dornier Do 17. 3 września, w załodze z ppor. obs. Kazimierzem Kuczą, przeprowadził rozpoznanie w rejonie Bardejova i Prešov podczas którego rozpoznali i zaatakowali kolumny marszowe Wehrmachtu. 6 września, w załodze z ppor. obs. Stanisławem Ostaszewskim, wykonał lot samolotem RWD-8 w rejon Tarnowa. Zostali zestrzeleni przez oddziały polskiej piechoty.
12 września wykonywał loty w rejonie Lwowa, Jaworowa, Lubienia i Chyrowa, podczas których rozpoznał nieprzyjacielskie kolumny pancerne nacierające na Lwów. 13 września z lotniska Skniłów przetransportował gen. Kazimierza Sosnkowskiego na lotnisko Hureczko koło Przemyśla. 17 września przeleciał z lotniska Markowce do Czerniowiec w Rumunii, gdzie został internowany. Udało mu się zbiec i drogą morską przedostać się do Francji. 18 stycznia 1940 roku został skierowany na przeszkolenie lotnicze do Centrum Wyszkolenia Lotnictwa w Lyon-Bron. Zgłosił się do jednostek lotniczych mających powstać na terenie Wielkiej Brytanii, gdzie dotarł 28 lutego 1940 roku. Otrzymał numer służbowy RAF 781003.
W 1 School of Army Cooperation w Old Sarum przeszedł kurs wznawiający, 8 sierpnia rozpoczął szkolenie w 5 Operational Training Unit w Aston Down na samolotach brytyjskich; 12 września został przydzielony do 85 dywizjonu myśliwskiego RAF. Jako nowy pilot został skierowany do szkoły ognia w Sutton Bridge, gdzie ćwiczył strzelanie do celów naziemnych. Odbywał też loty treningowe na przechwytywanie samolotów Luftwaffe, wykonał ich 13. 30 września 1940 roku, jako wyróżniający się podczas szkolenia pilot, został przeniesiony do 253 dywizjonu myśliwskiego. Wziął udział w bitwie o Anglię, praktycznie codziennie latał na przechwytywanie niemieckich samolotów. W czasie bitwy o Anglię wykonał 39 lotów bojowych i operacyjnych, podczas których cztery razy nawiązał kontakt z nieprzyjacielem. W swojej książce lotów odnotował 7 października zniszczenie Heinkla He 111 wspólnie z innym pilotem, 12 października prawdopodobne zestrzelenie Messerschmitta Bf 109. 28 października odnotował uszkodzenie Bf 109.
1 grudnia 1940 roku pilotował samolot Hawker Hurricane SW-L (P3678). Podczas walki powietrznej z myśliwcami Luftwaffe został ciężko ranny, ale udało mu się wylądować w przygodnym terenie w okolicach Farmer. W swoich relacjach podawał, że w czasie walki zestrzelił Bf 109. Trafił do szpitala w Lawes, gdzie w ciągu siedmiu miesięcy przeszedł trzy operacje. Po rekonwalescencji powrócił do latania, ale już w 287 dywizjonie współpracy z OPL Londynu. 10 kwietnia 1942 roku został przydzielony do 2 Jednostki Szkolenia Pilotów Rozprowadzających („ferry”). Po ukończeniu przeszkolenia został skierowany do Polskiego Oddziału Transportowego w Takoradi, gdzie na trasie Złote Wybrzeże – Egipt wylatał 420 godzin.
27 marca 1944 roku powrócił do Wielkiej Brytanii. 10 czerwca 1944 roku został skierowany do polskiej 25 (Polish) Elementary Flying Training School (Szkoły Pilotażu Początkowego) w Hucknall na stanowisko pilota etatowego i zaczął szkolenie na instruktora pilotażu. 1 listopada 1944 roku został skierowany do 16 (Polish) Service Flying Training School (Szkoły Pilotażu Podstawowego) w Newton na kurs wznawiający dla pilotów samolotów De Havilland Mosquito. W marcu 1945 roku przydzielony został do 3 Advanced Flying Unit (Oddziału Zaawansowanego Szkolenia Lotniczego) w South Cerney. W czasie służby wykonał 52 loty bojowe i operacyjne, łącznie spędził w powietrzu 1724 godziny. Żadne z opisanych przez niego zwycięstw powietrznych nie zostało oficjalnie potwierdzone.
W marcu 1946 roku odszedł z lotnictwa. Wstąpił do Polskiego Korpusu Przysposobienia i Rozmieszczenia i powrócił do kraju. Mieszkał w Zielonej Górze. Początkowo pracował jako księgowy w PGR-ze w Nowogrodzie Bobrzańskim, następnie zatrudnił się w Zielonogórskich Zakładach Eksploatacji Kruszywa jako ekonomista w dziale zbytu. Zmarł 20  września 1980 roku, został pochowany na cmentarzu komunalnym przy ul. Wrocławskiej w Zielonej Górze (kwatera 52, rząd 2, grób 9).

## Ordery i odznaczenia
Szymon Kita był odznaczony m.in.:
- Krzyżem Walecznych – dwukrotnie,
- Medalem Lotniczym,
- Polową Odznaką Pilota (nr 349),
- Odznaką Honorową za Rany i Kontuzje.